# فهرست واژه‌های سره پارسی در فارسی افغانستان
زبان‌های فارسی ایران و افغانستان، هر یک به نوعی واژه‌های بیگانه را به وام گرفته‌اند. در این میان، هنوز واژه‌های سره و خالص پارسی وجود دارد که در یک کشور از میان رفته و در دیگری هنوز برجاست و نیز واژه‌هایی که در یک کشور برای واژه‌های نوین برابرسازی شده و در کشور دیگر از واژهٔ بیگانه استفاده می‌شود، که این رویداد می‌تواند به کاربرد و بازپس دادن واژه‌های سرهٔ پارسی در هر کشور به دیگری با هدف پاکسازی و سره‌کردن پارسی بینجامد. هرچند هر یک از این برابرها، شاید در شهرها و استان‌ها/ولایات کشور دیگر نیز هنوز رواج داشته باشند.

## الف
- اقیانوس یخبسته شمالی: اقیانوس منجمد شمالی

## ب
- بودوباش: سکونت
- برق دستی: چراغ قوه
- بیخی: به کلی

## پ
- پالیدن: جستجو کردن
- پندیدگی: تورم
- پشتاره: بارِ پشت
- پیاله: استکان

## ت
- تار: نخ
- تفت: بخار
- تیار: تهیه

## چ
- چاشت: ناهار
- چای‌جوش: کتری
- چُپ : ساکت
- چَپلی: سندل

## د
- دواخانه: داروخانه
- دیگ‌دان: اجاق

## ر
- رو: صورت
- رمه‌چران: چوپان

## ز
- زینه: پله
- زاچ: زائو

## ژ
- ژاله: تگرگ
- ژرف: عمیق

## س
- سرگوشی: پچ پچ کنان
- سَرَک: خیابان، جاده
- سودا: خرید کردن
- سَیل کردن: نگاه کردن، تماشا کردن

## ع
عوض : استخر

## غ
- غَرغَرک: فرفره

## گ
- گپ: حرف، صحبت
- گُرده: کلیه

## ل
- لت و کوب شدن: کتک خوردن
- لُچ: لُخت
- لُک: ستبر، بزرگ

## م
- مانده: خسته
- موی‌سفیدها: ریش‌سفیدان
- معاینه‌خانه: مطب
- موزه: چکمه

## ن
- نهال شانی: نهالکاری
- نول: نوک، منقار
- نی‌چه: نی

## ه
- هوش کن: مواظب باش
- هول داشتن: هراس داشتن

## ی
- یخَن: یقه، گریبان